# Lasioglossum lampronotum
Lasioglossum lampronotum är en biart som beskrevs av Mcginley 1986. Lasioglossum lampronotum ingår i släktet smalbin, och familjen vägbin. Inga underarter finns listade i Catalogue of Life.